# Maurice Arthur Pope
Maurice Arthur Pope, kanadski general in diplomat, * 1889, † 1978.